# ソフィア・ブッシュ
!%¹
ソフィア・ブッシュ（Sophia Bush, 1982年7月8日 - ）はアメリカ合衆国カリフォルニア州パサデナ出身の女優である。

## 来歴
イタリア系。2000年に18歳でパサデナの「ローズパレードTournament of Roses Parade」でクイーンの座を射止めた。その後南カリフォルニア大学で学ぶが3年で中退。
女優としての最初の仕事は2002年に公開された『National Lampoon's Van Wilder』で、これで注目を浴びたことにより、『NIP/TUCK マイアミ整形外科医』などの仕事を得た。『ターミネーター3』にも出演が決まっていたが、監督のジョナサン・モストウが「若すぎる」という判断を下し、その役はクレア・デインズに交代された 。
2003年からは、人気ドラマ『ワン・トゥリー・ヒル』にレギュラー出演。
2007年には映画初主演となる『ヒッチャー』が公開。マイケル・ベイ製作のこの映画は1986年の『ヒッチャー』のリメイク作品である。
2013年8月、『シカゴ・ファイア』のスピンオフ作品『シカゴ P.D.』へのエリン・リンジー役でのレギュラー出演が発表された。同作は2014年1月8日より放送開始。また、同役で『LAW & ORDER:性犯罪特捜班』『シカゴ・メッド』『Chicago Justice』に出演している。ブッシュは7シーズンの契約を結んでいたが、撮影環境の酷さを上層部に訴えてもまったく改善されなかったこともあり、第4シーズンを最後に降板した。
2021年より、『ワン・トゥリー・ヒル』を振り返るポッドキャスト「Drama Queens」を元共演者ヒラリー・バートンとベサニー・ジョイ・レンツとはじめた。

### 私生活
2005年に『ワン・トゥリー・ヒル』の共演者チャド・マイケル・マーレイと結婚したが、5か月後に解消。2018年のインタビューでは、同シリーズのプロデューサーが彼らの離婚を番組の宣伝に使うなど、出演者の私生活を「利用した」と明かした。
その後、俳優のジョン・フォスターや、フットボール選手のトニー・ロモとも交際し、『ワン・トゥリー・ヒル』の共演者であり作中途,"⁵中から夫婦を演じたオースティン・ニコルズとも交際したが、2012年の3月に破局した。
2013年よりGoogleのエグゼクティブ、ダン・フレディンバーグと交際していたが、2014年に破局した。2015年にフレディンバーグがネパール地震後の雪崩に巻き込まれエベレストのベースキャンプで亡くなったニュースには「打ちのめされた」と語っている。
2015年6月まで、『シカゴ P.D.』で共演したジェシー・リー・ソファーと交際した。
2021年8月、ビジネスマンのグラント・ヒューズとの婚約を発表。2022年6月にオクラホマ州タルサで式を挙げた。2023年8月、ブッシュが離婚を申請した。2025年1月、離婚が成立。

## フィルモグラフィー

### 映画
| 公開年 | 邦題 原題                                   | 役名                     | 備考     | 吹き替え   |
| ------ | ------------------------------------------- | ------------------------ | -------- | ---------- |
| 2005   | スーパークロス Supercross                   | ゾーイ・ラング           |          | 久嶋志帆   |
| 2006   | DEATH GAME/デスゲーム Stay Alive            | オクトーバー・バンタム   |          | 林真理花   |
| 2006   | モテる男のコロし方 John Tucker Must Die     | ベス・マッキンタイア     |          | 小島幸子   |
| 2007   | ヒッチャー The Hitcher                      | グレース・アンドリュース |          | 杉本ゆう   |
| 2017   | マーシャル 法廷を変えた男 Marshall          | ジェン                   |          | TBA        |
| 2018   | アクト・オブ・バイオレンス Acts of Violence | ブルック・ベイカー刑事   |          | 清水じゅん |
| 2018   | インクレディブル・ファミリー Incredibles 2  | カレン / ヴォイド        | 声の出演 | 小島瑠璃子 |
| 2021   | フォルス・ポジティブ False Positive         | コーガン                 |          |            |

### テレビ
| 放映年            | 邦題 原題                                                  | 役名                   | 備考                         | 吹き替え |
| ----------------- | ---------------------------------------------------------- | ---------------------- | ---------------------------- | -------- |
| 2002              | チェーン・オブ・ファイア Point of Origin                   | カリー・オア           | テレビ映画                   | TBA      |
| 2003              | サブリナ Sabrina, the Teenage Witch                        | フェイト・マッケンジー | 1エピソード                  | TBA      |
| 2003              | NIP/TUCK マイアミ整形外科医 Nip/Tuck                       | リドリー・ラング       | 3エピソード                  | TBA      |
| 2003 - 2012       | One Tree Hill                                              | ブルック・デイヴィス   | メインキャスト 186エピソード | 日野未歩 |
| 2005              | パンクト Punk'd                                            | 本人                   | 1エピソード                  | 無し     |
| 2011              | フィニアスとファーブ Phineas and Ferb                      | サラ                   | 声の出演 1エピソード         |          |
| 2013 - 2014, 2017 | シカゴ・ファイア Chicago Fire                              | エリン・リンジー       | 11エピソード                 | 土井真理 |
| 2014 - 2017       | シカゴ P.D. Chicago P.D.                                   | エリン・リンジー       | メインキャスト 84エピソード  | 土井真理 |
| 2014 - 2016       | LAW & ORDER:性犯罪特捜班 Law & Order: Special Victims Unit | エリン・リンジー       | 4エピソード                  | TBA      |
| 2015 - 2017       | シカゴ・メッド Chicago Med                                 | エリン・リンジー       | 6エピソード                  | 土井真理 |
| 2017              | Chicago Justice                                            | エリン・リンジー       | 1エピソード                  |          |
| 2020              | This Is Us                                                 | リジー                 | 1エピソード                  | 小林沙苗 |

## 参照
1. ↑  “Quotes By Scarlett Johansson, Mike Myers & More”.   StarPulse.com. 2007年7月25日閲覧。
2. ↑  INSIDER
3. ↑  “Sophia Bush Biography”.   Yahoo! Movies. 2007年11月19日閲覧。
4. ↑  “Danes Lands Terminator Role”.   IMDb. 2007年7月25日閲覧。
5. ↑  第1シーズンの音声解説によると、大学を休学して出演した。
6. ↑  Goldberg, Lesley (2013年8月23日). “Sophia Bush, Patrick Flueger Join NBC's 'Chicago PD'”. The Hollywood Reporter. 2013年10月19日閲覧。
7. ↑  Bibel, Sara (2013年10月18日). “'Ironside' & 'Welcome to the Family' Canceled by NBC; 'Community' to Premiere January 2, 'Chicago P.D.' January 8”.  TV by the Numbers. 2013年10月18日閲覧。
8. ↑  Longeretta, Emily (2018年12月10日). “Sophia Bush on 'Chicago P.D.’ Exit, Being ‘Assaulted’ in a Room Full of Men” (英語). Us Weekly. 2023年4月4日閲覧。
9. ↑  Jackson, Angelique (2021年7月29日). “Sophia Bush Revisits the Good (and the Bad) With ‘One Tree Hill’ Podcast ‘Drama Queens’” (英語). Variety. 2023年4月4日閲覧。
10. ↑  “Chad Michael Murray and Sophia Bush's Divorce Is Final.”.   People.com. 2007年8月1日閲覧。
11. ↑  “Sophia Bush Says One Tree Hill Producers Exploited Her Breakup with Chad Michael Murray: 'It Was Opportunistic and Ugly'” (英語). Peoplemag. 2023年4月4日閲覧。
12. ↑  https://www.cinematoday.jp/news/N0039509
13. ↑  “Sophia Bush Dating Google Program Manager Dan Fredinburg, Says She's Not "Getting Married" Yet”. E! Online (2013年4月30日). 2023年4月4日閲覧。
14. ↑  “Sophia Bush and Boyfriend Dan Fredinburg Have Split” (英語). Peoplemag 2023年4月4日閲覧。
15. ↑  “グーグル幹部、エベレストの雪崩で死亡 ネパール地震”. www.afpbb.com. 2023年4月4日閲覧。
16. ↑  “Sophia Bush Says Death of Her Ex-Boyfriend Google Exec Dan Fredinburg 'Shattered' Her” (英語). Peoplemag. 2023年4月4日閲覧。
17. ↑  “Sophia Bush and Boyfriend Jesse Lee Soffer Break Up”. E! Online (2015年6月12日). 2023年4月4日閲覧。
18. ↑  “Sophia Bush Shows Off Engagement Ring from Fiancé Grant Hughes: 'Leaning Into This Happiness'” (英語). Peoplemag. 2023年4月4日閲覧。
19. ↑  “Sophia Bush Marries Grant Hughes Nearly 1 Year After Announcing Their Engagement” (英語). Peoplemag. 2023年4月4日閲覧。
20. ↑  Nast, Condé (2022年7月14日). “Inside Sophia Bush and Grant Hughes’s Tulsa Wedding” (英語). Vogue. 2023年4月4日閲覧。
21. ↑  “Sophia Bush Divorcing Husband Grant Hughes After 13 Months of Marriage (Exclusive)” (英語). Peoplemag. 2023年10月21日閲覧。
22. ↑  “米人気女優の離婚が成立　実業家とわずか13カ月の結婚生活　既に新恋人も”. よろずー 2025年1月4日閲覧。